# SNK VS. CAPCOM 激突カードファイターズ
『SNK VS. CAPCOM 激突カードファイターズ』（エス・エヌ・ケイ バーサス カプコン げきとつカードファイターズ）は、1999年10月21日にエス・エヌ・ケイ（旧社）が発売したネオジオポケット（モノクロ、カラー共通）用カードゲーム。エス・エヌ・ケイとカプコンによるクロスライセンス契約プロジェクト「SNK VS. CAPCOM」の第1弾に当たる。プレイヤーの初期状態や、ゲームに勝った際に獲得できるカードの比率が異なる『SNKサポーターズバージョン』と『CAPCOMサポーターズバージョン』が発売された。また、2022年1月13日には2つのバージョンを収録したNintendo Switch版が発売された。
この項目では、未来蜂歌留多商会が企画制作、販売がハドソンのカードゲーム『SNK VS. CAPCOM 激突カードファイターズ VERSUS TCG』、続編である『SNK VS. CAPCOM カードファイターズ2 EXPAND EDITION』、SNKプレイモア発売の『SNK VS. CAPCOM カードファイターズDS』についても併せて記述する。

## 登場キャラクター

### プレイヤーキャラクター
プレイヤーのキャラクターはカートリッジのバージョンにより異なり、ゲーム開始時に男女どちらかを選択できる。プレイヤーとして選ばなかったキャラクターは対戦相手として登場する。なお、これらの名前はデフォルトの名前であり開始時に変更可能。
- シン:SNKサポーターズバージョンの男主人公。カードゲーム自体は初心者。15歳[2]。
- ケイ:SNKサポーターズバージョンの女主人公。シンの友人。16歳。
- キャップ:CAPCOMサポーターズバージョンの男主人公で、大会のディフェンディングチャンピオン。15歳。
- コメット:CAPCOMサポーターズバージョンの女主人公で、キャップの妹。14歳。

### 対戦相手になるキャラクター
対戦相手になるキャラクターの中には声優やエス・エヌ・ケイおよびカプコンの関係者（本ソフト発売当時）なども含まれている。
- タカツ：エス・エヌ・ケイの広報担当社員がモデル。
- キド：ジョイジョイ店長。
- フナミズ：ストリートファイターシリーズのプロデューサー船水紀孝がモデル。
- フォウ・ゴットン：ロストワールド店長。
- タケシ：アニラジ『ねおちゅぴ』に登場したキャラクター。
- ミカ：アニラジ『ねおちゅぴ』に登場したキャラクター。
- ノナカ：イベント「ねおちゅぴファイターズ」のゲスト。モデルは声優の野中政宏。
- けいこ：「ねおちゅぴファイターズ」のパーソナリティー。モデルは声優の神谷けいこ。
- はるみ：「ねおちゅぴファイターズ」のパーソナリティー。モデルは声優の生駒治美。
- ウラサワ：カプコンの広報がモデル。
- AKI、SAKI、YUKI：ウラサワの部下。カプコンのゲームの設定資料などが描かれた小冊子「シークレットファイル」に登場するシークレットギャルズがモデル。
- ユリ：声優の天野由梨がモデル。
- ミカミ:バイオハザードシリーズのディレクター三上真司がモデル。
- ゾンビ：『バイオハザード』の敵役がモデル。
- オカモト：カプコンの取締役だった岡本吉起がモデル。
- ニシヤマ：エス・エヌ・ケイの取締役だった西山隆志がモデル。
- ゲーマント：クリア後に現れる神出鬼没の男。ネオジオのイメージキャラクターがベース。

## 対戦ルール
()
- 両プレイヤーは計50枚のカードで構成されたデッキを持つ。なお、同じ種類のカードは3枚まで。
- 両プレイヤーにはキャラカードを置ける場が3つ存在する。
- プレイヤーは交互に、以下の進行で自分のターンを行う。
  1. 自分の場にいるキャラクターの内、硬直していた者は硬直が解除される。
  2. 山札からカードを1枚引く。山札にカードがなければこの時点で敗北。
  3. 以下の行動が行える。
    - 手札からキャラカードを1枚選んで、空白となっている場のいずれかに置く。配置した際、キャラカードごとに設定されたSPを得る。また、▲マークの能力を持ったキャラクターの場合、この時に能力が発動する。
    - ターンが始まる時点で既に置いてあったカードに対し、そのカードに対応するキャラカード重ねることでBPを300上げることができる（1ターンに1回だけ）。
    - 手札からアクションカードを選び、必要なだけのSPを消費して使うことができる。これはSPと手札が許す限り何回でも行える。
    - ■マークの能力を持っているキャラクターは、そのキャラクターを硬直させることで能力を使用できる。

  4. キャラカード同志の戦闘を行う。
    1. 攻撃を行う際、攻撃側は攻撃するキャラクターを選択する。通常の攻撃の他、SPを消費する（2人の場合SP5消費、3人の場合はSP10消費）ことで複数のキャラクターを1つのグループとして攻撃に参加させる（合体攻撃）こともできる。
攻撃できるキャラクターはそのターンが始まる際に既に存在していたキャラクターで、なおかつ硬直していないキャラクター。
    2. 防御側はそれぞれのキャラクター（合体攻撃のグループについてはそのグループ）に対し、応戦するキャラクターを指定する。1人のキャラクターが複数に応戦することはできない。
    3. 応戦のあったキャラクターはお互いにBPを削りあい（合体攻撃の場合は先に攻撃したキャラクターからダメージを受ける）、BPが0になったキャラクターはKOとなり捨て札に置かれる。合体攻撃のグループで応戦したキャラクターをKOした場合、残りは防御側プレイヤーへのダメージとなる。
    4. 応戦されなかったキャラクターのBPが防御側プレイヤーへのダメージとしてそのまま計算される。
    5. ダメージ計算終了後、防御側プレイヤーのHPが0になっていれば勝利。

  5. 相手のターンに移る。

## カードの種類
カードにはエス・エヌ・ケイやカプコンのゲームに登場するキャラクターを描いたキャラカードと、使用することで様々な効果を発揮するアクションカードが存在する。種類数はキャラカードがSNK・CAPCOMそれぞれ120種類、アクションカードが60種類の計300種類。
カードにはそれぞれS〜Dまでのランクが設定されており、このランクは以下に影響する。
- 対戦に勝利した後に、そのランクのカードが賞品としてもらえる確率
- トレーディングマシーンにカードを入れた（Dランクは10枚、Cランクは5枚）際に、そのランクのカードが出現する確率
- トレードショップでトレードを行う際に必要になるカードの種類（もらうカードと同じか上位ランク（Sランクは除く）のカードを必要とする）

このランクの分布は以下の通り。
- Sランク：キャラカードが各サイド8種類、アクションカード6種類
アクションカードはイベントで入手できる物が5種類（内3種類は対戦相手以外のキャラクターとのカード交換）と、決勝戦に勝つと手に入る物がある。前者の5種類はゲームクリア後の勝ち抜きトーナメントの賞品にもなる。
キャラカードの入手条件は以下の通り。
  - トレーディングマシンにDランクの特定の2種類のカードを5枚ずつ入れる、もしくは特定の場所で無線ユニットを使ったダウジングを行う。また、後述するオークションによるカードを落札した後はこの条件のカードがオークションの賞品となる。
  - トレーディングマシンで一定確率で出現する。
  - 準決勝終了後から開催されるオークションで落札する。このオークションではランクBのカードを必要とする。
  - 特定のキャラクターと対戦して勝利する。なお、この条件で手に入れられるカードとそれを持っているキャラクターはカートリッジのバージョンによって異なり、相手サイドの物は手に入れることができない。
  - ゲームクリア後ある場所でトレードを行う（このトレードではAランクのカードを使うこともできる）。
  - ゲームクリア後に出現するゲーマントに、一定回数勝利する。
  - 通信対戦（エキシビジョンマッチ形式）の勝者に賞品として与えられることがある。
  - ある組み合わせでカードを交換した際に、お互いのカードが変化する。
- Aランク：キャラカードが各サイド7種類、アクションカード4種類
- Bランク：キャラカードが各サイド20種類、アクションカード16種類
- Cランク：キャラカードが各サイド35種類、アクションカード22種類
どちらのカートリッジも、相手サイドのキャラカードの内4種類がいかなる手段でも入手できず通信で受け取る必要があるカードとして設定されている。
- Dランク：キャラカードが各サイド50種類、アクションカードは12種類

### キャラカード
キャラカードは各キャラクターごとに、攻撃力&体力であるBPと、精神力であるSPが設定されている。BPはキャラカード同士の戦闘などによって変動し、0になるとKOされたことになり場から捨て札に移される。SPはそのキャラクターを場に置いた際にプレイヤーに与えられるSPの値となる。基本的に、レアリティが高ランクになるほど強い。特定の目的がある場合を除き、高ランクのキャラクターをデッキに入れるほうが勝利しやすい。
また、キャラカードの中には3種類のいずれかの特性を持つ能力を持っている物もある。能力は必ずしも有利に働くものばかりではなく、ただのデメリットでしかないものも存在する。主に、低ランクのレアリティで攻撃力が高いキャラカードには、不利な能力が付いていることが多い。逆に、その能力をアクションカードを用いて相手に移す事で、デメリットを押し付けるコンボも存在する。
- ●：常に発生している能力。実際に効果があるタイミングはカードによって異なる。なお、合体攻撃に参加するとそのターンの終わりまで無効化される。そのため、デメリットとなる能力を持つキャラクターは、合体攻撃に参加させれば能力を無効化させることが可能。
- ▲：場にキャラクターを置いた際に自動で発動する。場に出したときにしか発動しない代わりに、強力な効果が多い。デメリットとなる能力に関しても場に出したときにしか発動しないが、●能力と異なり、合体攻撃では無効化できない。
- ■：場に置いた次のターンから、そのキャラクターを硬直させることで発動することができる。攻撃ではないため、使用してもターンは終了しないが、アクションカードなどで硬直を解かなければ、能力を使用したキャラクターは攻撃に参加できない。硬直以外にもリスクを負う能力はあるが、デメリットにしかならない能力は存在せず、何らかの使いみちがある。

また、キャラカードには援護してくれるキャラクターが設定されており（最高3人、同じキャラクターが重複しており、同じキャラクターから2回援護を受けられる場合や、逆に誰からも援護を受けることができないキャラクターも存在する）、対応するキャラカードを重ねることでBPを上げることもできる。援護を受ける、援護するキャラクターのBPやレアリティにかかわらず、1度の援護で上昇するBPは300に統一されている。

### アクションカード
アクションカードは使うことで様々な効果を発揮するカードであり、それぞれに必要なSPが設定されている。キャラカードとは異なり、低ランクのレアリティのカードであっても、使い勝手が良いものも多い。アクションカードの効果は大別して以下のように分かれる。
- 硬直系：場にあるキャラカードの硬直状態を操作する。硬直を解除したり、硬直状態にしたり、攻撃後に硬直しないようにしたり、ターンのはじめに硬直が解除されないようにする物がある。
- 手札戻し系：場にあるキャラカードを手札に戻すタイプ。手札に戻った際、そのキャラクターに援護していたキャラクターは捨て札に送られる。場には3体のキャラクターしか置くことが出来ないため、自分のキャラクターを手札に戻すのも時には重要。
- BP操作系：キャラクターのBPを変動させる。
- HP操作系：対戦相手のHPに直接ダメージを与えたり、自分のHPを回復させたりする。
- KO系：キャラクターを強制的にKOさせ場から取り除く。手札戻し系と同様の理由で、自分のキャラクターをKOさせて場から取り除くことも時には重要である。
- SP操作系：自分のSPを増加させたり、相手のSPを減少させたりする。
- ドロー系：山札からカードを引き手札に加える。
- 能力操作系：キャラカードの能力を変更したりする。
- 捨て札系：相手のカードを捨て札に送る物や、自分の捨て札からカードを手札に戻す物など。
- 山札操作系：特定のカードを手札に取り出したり捨て札に送ったりする。また、自分の捨て札にあるカードを山札に戻す物もある。
- その他：以上のどれにも属さない物。

## 豆知識
- 通信対戦やカードの交換には、通信ケーブルの他に無線通信ユニットも使用できる。また、無線通信ユニットを装備しアクションカード"ESP"を持った状態でマップ上の特定箇所を調べると、その地点の電波状態に応じてカードを獲得することができる。
- カードの収集率のデータは『頂上決戦 最強ファイターズ SNK VS. CAPCOM』に送ることができ、特に全300種類をコンプリートしたデータの場合同作の隠しキャラクターを全員強制的に出現させることができる。

## SNK VS. CAPCOM 激突カードファイターズ VERSUS TCG
『SNK VS. CAPCOM 激突カードファイターズ VERSUS TCG』（エスエヌケイ バーサス カプコン げきとつカードファイターズ バーサス トレーディングカードゲーム）は、株式会社 未来蜂歌留多商会が企画制作、ハドソンが発売したトレーディングカードゲーム。原作のコンピュータゲームからルールや一部のキャラカードの能力を調整し、実際のトレーディングカードゲームとしたもの。ルールの変更点は以下の通り。
- 場に置く際にSPを消費するキャラカードが存在する。
ゲームを進めて強力なカードを集めてデッキを組めば、それだけで対戦において優位に立つことができた。それを緩和するため、TCGではBPが高いキャラや強力な能力を持つキャラクターを場に置く際はSPを必要とするようになっている。
- 援護に関する仕様の変更
能力を持たなかったキャラクターの一部は★マークの付いた能力を持ち、場のキャラクターに援護を付けることで能力を与えることができる。また、援護できるキャラクターの制限が撤廃されている。
- 能力やその説明の変更
一部の能力が変更されている。その中にはコストが追加されている物や、元々ランダムで発生する効果だった物を乱数に依存しなくした物がある。
アクションカード「ツープラトン」（2合体攻撃消費SP0、3合体攻撃消費SP5→合体攻撃に必要なSPが5減少）やタバサの■能力「太陽の杖」（次に使うアクションカードはSP消費無し→アクションカードを1枚捨て、その捨てたカードの効果を発揮）のように、その説明が変更されているものも存在する。またアクションカード「クロスオーバー」もターンの最後に手札の残りを捨て札に戻すことが明記された他、使用時にゲームから取り除かれるため再使用が不可能になっている（複数枚入れておけばその枚数だけ再使用が可能なのは変わらない）。
- デッキの枚数が40枚になっている。

最初は元のゲーム同様SNKおよびカプコンのキャラクターによるスターターパックが発売され、その後各社のゲーム作品のキャラクターによるブースターパックが発売される予定だったが、最初に発表されていたハドソンキャラクターのブースターパックが発売されることはなかった。

## その他の関連商品、作品

### CD（サウンドトラック）
- SNK VS. CAPCOM 激突カードファイターズ（ポニーキャニオン）
  - 1999年11月3日 B00005FQOY
  - 演奏：SNK新世界楽曲雑技団

### コミカライズ
- SNK VS. CAPCOM 激突カードファイターズ
  - 『コミックボンボン』2000年1月号。作画：出月こーじ

## SNK VS. CAPCOM カードファイターズ2 EXPAND EDITION
『SNK VS. CAPCOM カードファイターズ2 EXPAND EDITION』（エスエヌケイ バーサス カプコン カードファイターズ ツー エキスパンド エディション）は、2001年にSNK（旧社）が発売したネオジオポケットカラー専用ソフト。

### 概要
前作よりも登場キャラクター数、カード数を大幅に増量した続編。しかし、ウェブ上が中心の販売だったことに加えて（少数ながら店頭販売もあった）、発売後まもなくSNKが倒産したため、ほとんど市場には出回らなかった。
- 新システムとしてアクションカードとは別に「リアクションカード」（相手のターン時に発動できる応戦カード）が導入され、パワーゲームだった前作に比べ読み合いの要素が強くなった。また、前作で強力過ぎたカード（ギース、クラウザー、社、豪鬼など）には制限が付き、より改良が加えられた作品となった。
- カードイラストはアクションカード以外全て新規イラストになり、SNKのTONKO、カプコンのDAICHANなどのイラストレーターによる描き下ろしイラストが使用された特別カードも追加された。
- 本作がネオジオポケットカラーで発売された最後のソフトとなった。また、SNKが新規開発した最後のタイトルにもなった。

## SNK VS. CAPCOM カードファイターズDS
『SNK VS. CAPCOM カードファイターズDS』（エスエヌケイ バーサス カプコン カードファイターズ ディーエス）は、2006年にSNKプレイモアが発売したニンテンドーDS用ソフト。

### 概要
SNKプレイモアより同社のニンテンドーDS参入第1弾ソフトとして発売された続編。ストーリーは新作。新たに『逆転裁判』、『デビルメイクライ』などのキャラクターも参戦した。
- 前作と比べ大幅なシステム変更が目立ち、特に「フォース」の要素が極めて大きい。前作までのSPに通じるものがあるが、今回はキャラカードを出す際にもフォースが必要で、より強力なキャラカードを場に出すには多量のフォースを貯めなければならない。
- フォースの種類は5色、バトル開始時は白フォース3個を持った状態から開始される（後攻は4個）。キャラクターごとに必要なフォースの数や色が違い、デッキの構築にはより慎重さが求められるようになった。
- 続編ではあるものの、キャラカードの数値や能力はすべて一新。極端に弱くなったカードや強くなったカードが多々見られる。
- キャラカードの数値はHP（体力）とBP（攻撃力）に分けられ、また「産出フォース」という、攻撃の代わりに「フォース」コマンドを選択することによって得られるフォース数が表示されるようになった。
- 援護、合体攻撃、●▲■能力発動など、前作同様のシステムにもフォースが必要になり、いかに迅速にフォースを貯めるかが勝利の鍵となる。
- 場に出せるキャラカードは前作から大幅に増えて8枚。
- 合体攻撃の合体カード数は2枚までに変更されたが、フォースさえあれば合体攻撃×4のようなことも可能となった。なお、合体攻撃と援護は同じ属性のキャラクター同士でしか行えなくなっている。
- レアリティA以上のキャラカードには『SNK VS. CAPCOM カードファイターズ2』同様、ヒロアキや同ゲームのプロデュースも担当したFALCOONなどのSNKのイラストレーターによる描き下ろしイラストが使用された。